# Эцитоны

Цикл развития кочевых муравьёв Eciton burchellii и их касты.

Эцитоны (Eciton) — род средних и мелких по размеру кочевых муравьёв из подсемейства Dorylinae, семейства Formicidae. Ранее рассматривался в составе ныне не выделяемого подсемейства Ecitoninae.

## Распространение
Центральная и Южная Америка (Бразилия), а также южная часть Северной Америки (Мексика, Флорида, Техас). Один из самых обычных и распространенных по всей Неотропике родов кочевых муравьёв.

## Описание
Рабочие и солдаты имеют длину от 2,5 до 12 мм. Крупные рабочие и солдаты как правило одноцветные желтовато-бурые, мелкие рабочие — черные с рыжеватым брюшком. Солдаты несут длинные челюсти (мандибулы), которые загнуты крючкообразно на конце. Челюстные щупальца 2-члениковые, губные — 3-члениковые; усики 12-члениковые.

### Определение каст
Физические характеристики взрослого насекомого определяются типом питания среди личинок колонии и их наследственность. Исследования влияния генетических различий на касты у Eciton burchellii , проведённые Яффе и др. (2007), показали, что у каждой линии рабочих (патрилина, по правилу счета родства, учитывающее из поколения в поколение связи детей только с отцом) была склонность к определенной касте, что свидетельствует о значительном влиянии генетического определения каст среди каждого такого патрилина. Эти генетические компоненты были показаны не только у Eciton burchellii, но и на многих других видах муравьев — где матки спариваются со многими самцами (явление известное как полиандрия), или где несколько яйцекладущих маток мирно живут в одной колонии (полигиния)

## Экология
Данный род относится к типичным представителям муравьёв-кочевников, которые не строят муравейников, а постоянно перемещаются от одного временного гнезда (бивуака) к другому. При этом они переносят с собой всех личинок, для кормления которых охотятся на всех встречающихся беспозвоночных животных.
Вместе с муравьями живет много различных насекомых и паукообразных, так называемых мирмекофилов (Мирмекофилия). Среди них в особенности замечательны некоторые специализированные мухи из семейства Phoridae, такие как Ecitomyia (в сообществе с Е. caecum и E. schmidtii), среди жуков Ecitonetes (Е. subopterus и Е. caecum) и другие.
Колонны муравьёв сопровождает множество мирмекофилов. На теле рабочих перемещаются клещи Coxequesoma, Planodiscus и Trichocylliba.

## Виды и подвиды
- Eciton burchellii Westwood, 1842
  - Eciton burchellii cupiens Santschi, 1923
  - Eciton burchellii foreli Mayr, 1886
  - Eciton burchellii parvispinum Mayr, 1886
  - Eciton burchellii urichi Forel, 1899
- Eciton drepanophorum Smith, 1858
- Eciton dulcium Forel, 1912
  - Eciton dulcium crassinode Borgmeier, 1955
- Eciton hamatum Fabricius, 1782
- Eciton jansoni Emery, 1894
- Eciton lucanoides Weber, 1949
  - Eciton lucanoides conquistador Weber, 1949
- Eciton mexicanum Roger, 1863[4]
  - Eciton mexicanum argentinum Borgmeier, 1955
  - Eciton mexicanum goianum  Borgmeier, 1955
  - Eciton mexicanum latidens Santschi, 1911
  - Eciton mexicanum moralum  Santschi, 1923
  - Eciton mexicanum panamense  Borgmeier, 1955
- Eciton quadriglume Haliday, 1836
- Eciton rapax Smith, 1855
- Eciton setigaster Borgmeier, 1953
- Eciton uncinatum Borgmeier, 1953
- Eciton vagans Olivier, 1792
  - Eciton vagans allognathum  Borgmeier, 1955
  - Eciton vagans angustatum Roger, 1863
  - Eciton vagans dispar  Borgmeier, 1955
  - Eciton vagans dubitatum  Emery, 1896
  - Eciton vagans fur  Borgmeier, 1955
  - Eciton vagans mutatum  Borgmeier, 1955